# Piłka ręczna na Letnich Igrzyskach Olimpijskich 2024 – azjatycki turniej kwalifikacyjny kobiet
Azjatyckie kwalifikacje do olimpijskiego turnieju piłki ręcznej 2024 miały na celu wyłonienie żeńskiej reprezentacji narodowej w piłce ręcznej, która wystąpi w tym turnieju jako przedstawiciel Azji.
W połowie października 2022 roku Azjatycka Federacja Piłki Ręcznej ogłosiła konkurs na organizację turnieju kwalifikacyjnego zaplanowanego wstępnie na przełom sierpnia i września 2023 roku. Dwa miesiące później ogłosiła, że gospodarzem turnieju zaplanowanego ostatecznie na 17–26 sierpnia 2023 roku została wybrana Japonia. Zawody miały zostać rozegrane w sześciozespołowej obsadzie, a hamronogram meczów został opublikowany na początku kwietnia 2023 roku. Pod koniec lipca tego roku niespodziewanie Uzbekistan wycofał się z turnieju, zatem pozostałych pięć zespołów rywalizowało systemem kołowym w ciągu pięciu meczowych dni w dniach 17–23 sierpnia 2023 roku w Hiroszimie.
Zarówno Koreanki, jak i Japonki do ostatniego pojedynku zawodów przystępowały z kompletem trzech zwycięstw, jednak to Japonki miały lepszy bilans bramek, zatem im do awansu wystarczał remis. Do przerwy prowadziły jedną bramką, lecz Koreanki w drugiej części meczu zdobyły o dwie bramki więcej od rywalek i to one zyskały bezpośredni awans na LIO 2024, Japonki otrzymały natomiast prawo gry w światowym turnieju barażowym.

## Mecze
| 17 sierpnia 202314:00 | Chiny | 33:26(16:13) | Kazachstan | Higashi-ku Sports Center, Hiroszima Sędzia: Gheisarian, Gheisarian |
| 17 sierpnia 202314:00 |       | 33:26(16:13) |            | Higashi-ku Sports Center, Hiroszima Sędzia: Gheisarian, Gheisarian |

| 17 sierpnia 202317:00 | Korea Południowa | 53:14(28:7) | Indie | Higashi-ku Sports Center, Hiroszima Sędzia: Hideki, Tetsuro |
| 17 sierpnia 202317:00 |                  | 53:14(28:7) |       | Higashi-ku Sports Center, Hiroszima Sędzia: Hideki, Tetsuro |

| 18 sierpnia 202314:00 | Indie | 17:54(10:30) | Japonia | Higashi-ku Sports Center, Hiroszima Sędzia: Ismoilov, Ismoilov |
| 18 sierpnia 202314:00 |       | 17:54(10:30) |         | Higashi-ku Sports Center, Hiroszima Sędzia: Ismoilov, Ismoilov |

| 18 sierpnia 202317:00 | Korea Południowa | 33:20(16:9) | Chiny | Higashi-ku Sports Center, Hiroszima Sędzia: Al-Naseem, Al-Enezi |
| 18 sierpnia 202317:00 |                  | 33:20(16:9) |       | Higashi-ku Sports Center, Hiroszima Sędzia: Al-Naseem, Al-Enezi |

| 20 sierpnia 202314:00 | Japonia | 50:28(24:14) | Kazachstan | Higashi-ku Sports Center, Hiroszima Sędzia: Lee, Lee |
| 20 sierpnia 202314:00 |         | 50:28(24:14) |            | Higashi-ku Sports Center, Hiroszima Sędzia: Lee, Lee |

| 20 sierpnia 202317:00 | Chiny | 30:24(12:10) | Indie | Higashi-ku Sports Center, Hiroszima Sędzia: Furukawa, Murata |
| 20 sierpnia 202317:00 |       | 30:24(12:10) |       | Higashi-ku Sports Center, Hiroszima Sędzia: Furukawa, Murata |

| 21 sierpnia 202314:00 | Chiny | 18:35(9:17) | Japonia | Higashi-ku Sports Center, Hiroszima Widzów: 601 Sędzia: Gheisarian, Gheisarian |
| 21 sierpnia 202314:00 |       | 18:35(9:17) |         | Higashi-ku Sports Center, Hiroszima Widzów: 601 Sędzia: Gheisarian, Gheisarian |

| 21 sierpnia 202317:00 | Kazachstan | 24:45(12:19) | Korea Południowa | Higashi-ku Sports Center, Hiroszima Sędzia: Al-Naseem, Al-Enezi |
| 21 sierpnia 202317:00 |            | 24:45(12:19) |                  | Higashi-ku Sports Center, Hiroszima Sędzia: Al-Naseem, Al-Enezi |

| 23 sierpnia 202312:00 | Kazachstan | 34:26(18:14) | Indie | Higashi-ku Sports Center, Hiroszima Sędzia: Lee, Lee |
| 23 sierpnia 202312:00 |            | 34:26(18:14) |       | Higashi-ku Sports Center, Hiroszima Sędzia: Lee, Lee |

| 23 sierpnia 202315:00 | Japonia | 24:25(15:14) | Korea Południowa | Higashi-ku Sports Center, Hiroszima Sędzia: Ismoilov, Ismoilov |
| 23 sierpnia 202315:00 |         | 24:25(15:14) |                  | Higashi-ku Sports Center, Hiroszima Sędzia: Ismoilov, Ismoilov |

## Nagrody indywidualne
Nagrody indywidualne otrzymały:
| MVP           | Najlepszy bramkarz | Najlepszy lewoskrzydłowy | Najlepszy lewy rozgrywający | Najlepszy środkowy rozgrywający | Najlepszy prawy rozgrywający | Najlepszy prawoskrzydłowy | Najlepszy obrotowy |
| ------------- | ------------------ | ------------------------ | --------------------------- | ------------------------------- | ---------------------------- | ------------------------- | ------------------ |
| Kang Kyungmin | Lu Chang           | Lee Migyeong             | Shin Eunjoo                 | Aizawa Natsuki                  | Nakayama Kaho                | Hattori Saki              | Nagata Mika        |